# 蕭建
萧建（?—?），东海人，东汉末年徐州地方势力，时为琅邪相，治莒，初不与吕布通，吕布传与书信后，依附吕布，但不久被臧霸所破。

## 事跡
时有东海萧建为琅邪相，治莒，保城自守，不与布通。布与建书曰：“天下举兵，本以诛董卓耳。布杀卓，来诣关东，欲求兵西迎大驾，光复洛京，诸将自还相攻，莫肯念国。布，五原人也，去徐州五千余里，乃在天西北角，今不来共争天东南之地。莒与下邳相去不远，宜当共通。君如自遂以为郡郡作帝，县县自王也！昔乐毅攻齐，呼吸下齐七十余城，唯莒、即墨二城不下，所以然者，中有田单故也。布虽非乐毅，君亦非田单，可取布书与智者详共议之。”
建得书，即遣主簿赍笺上礼，贡良马五匹。建寻为臧霸所袭破，得建资实。